# Отзвуки прошлого (фильм, 1970)
«Отзвуки прошлого» — советский фильм 1970 года режиссёра Григория Мелик-Авакяна.

## Сюжет
Фильм повествует историю о советском разведчике в годы Великой Отечественной войны, на территории Германии добывающем сведения о секретном немецко-фашистском объекте.

## В ролях
- Хорен Абрамян — Артавазд
- Аусма Кантане — Гертруда
- Эдуард Марцевич — Гейни Бюнинг
- Юри Ярвет — Зейферт
- Владимир Жук — Ганс
- Имантс Кренбергс — Хорст
- Виктор Плют — Эберштейн
- Лидия Пупу — Марта
- Галина Яцкина — радиооператор
- Лаврентий Масоха — Виктор Михайлович

## Критика
Журнал «Советский экран» (1971) писал, что это один из многочисленных подобных по жанру картин, не приносящий чего-то нового в разработанную тему, лишь усложнён сюжет, который «превращаясь в серию формальных головоломок» приводит к тому, что «зрительское внимание целиком поглощается попытками разобраться лишь в том, кто какую разведку представляет».